# Tunica di Nesso

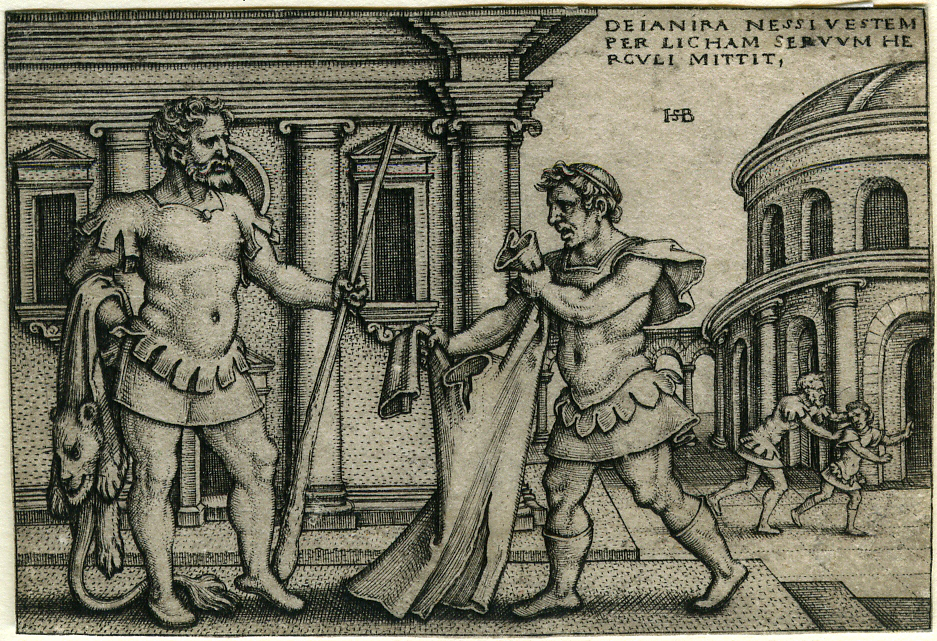
Lica che porta con sé la tunica di Nesso a Ercole, xilografia di Sebald Beham (1542-1548 circa)

Nella mitologia greca, la Tunica di Nesso fu la tunica (chitone) avvelenata che portò alla morte di Ercole. Un tempo il termine veniva utilizzato come riferimento popolare nella letteratura. Mentre nel folclore tradizionale, è considerato un "vestito avvelenato".

## Mito
Secondo la mitologia greca, la tunica, contaminata dal sangue avvelenato del centauro Nesso, venne consegnata ad Ercole dalla sua ignara moglie, Deianira. Avendo indossato la tunica ed essendosi avvicinato alla fiamma di una pira funeraria, Ercole subì un bruciante dolore, causato dal riscaldamento del veleno stesso. Incapace di resistere, l'eroe e semidio si scagliò nelle fiamme della pira, per poi morire tra mille sofferenze.
Metaforicamente, la tunica di Nesso rappresenta "una fonte di sventura senza via di fuga", ma anche "una forza distruttiva ed espiatoria".

## Nella storia

### Ribellione di Münster
Durante la ribellione di Münster degli anabattisti nel 1534, una quindicenne di nome Hille Feyken tentò di ingannare il principe-vescovo di Münster, Francesco di Waldeck, che aveva comandato un lungo assedio alla città. Il suo piano consisteva nel fingere di disertare, fornendo informazioni al vescovo sulle difese della città mentre gli dava una bella tunica imbevuta di veleno. Ancor prima che il suo piano potesse essere attuato, venne tradita da un altro disertore, la quale avvertì il vescovo. La Feyken prima di morire venne torturata.

### Attentato a Hitler
Henning von Tresckow, Maggior generale dello Heer, fu uno dei cospiratori principali nell'attentato del 20 luglio per assassinare Adolf Hitler, questo avvenimento viene associato come "Veste di Nesso", dopo che l'attentato fu un fallimento, ne conseguì la morte sua e dei suoi compagni il 21 luglio.

## Nella letteratura

### Alexandre Dumas
Il conte di Montecristo: capitolo 112, riferito a Villefort che porta la toga dopo aver scoperto che Benedetto/Andrea Cavalcanti è suo figlio.